# Videlské sedlo
Videlské sedlo (również Sedlo Videlský kříž; historyczna nazwa niem. Gabeler Paß, Gebirgssattel lub Gabel Kreuz) – przełęcz o wysokości 930 m n.p.m. na Śląsku, w północno-wschodnich Czechach, w Sudetach Wschodnich, w paśmie górskim Wysokiego Jesionika (cz. Hrubý Jeseník), na granicy gmin Bělá pod Pradědem i Vrbno pod Pradědem, pomiędzy szczytami gór Malý Děd i Osikový vrch. Przez przełęcz przebiega umowna granica pomiędzy Dolnym i Górnym Śląskiem.

## Charakterystyka

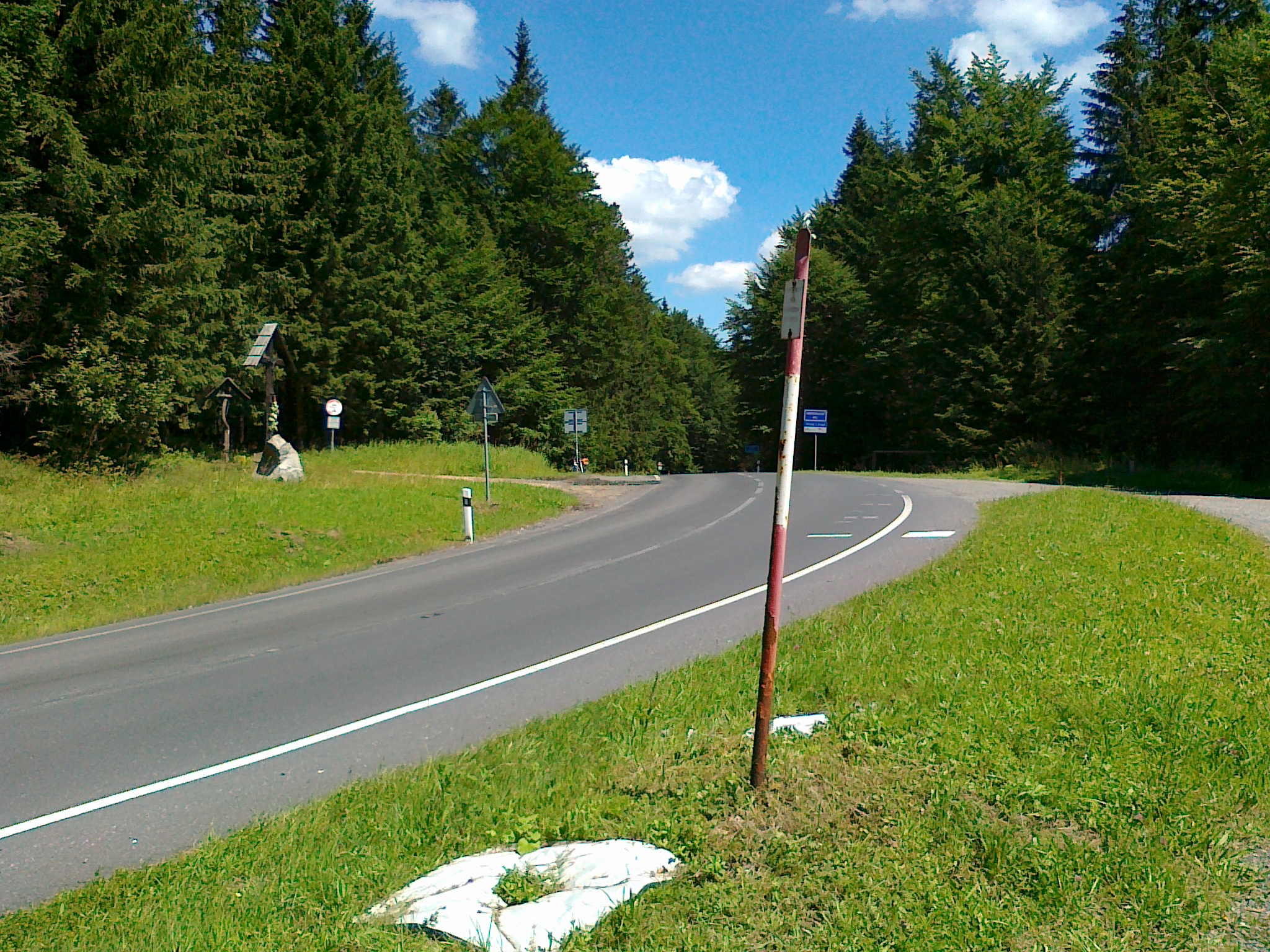
Punkt geodezyjny na przełęczy Videlské sedlo (2018 rok)

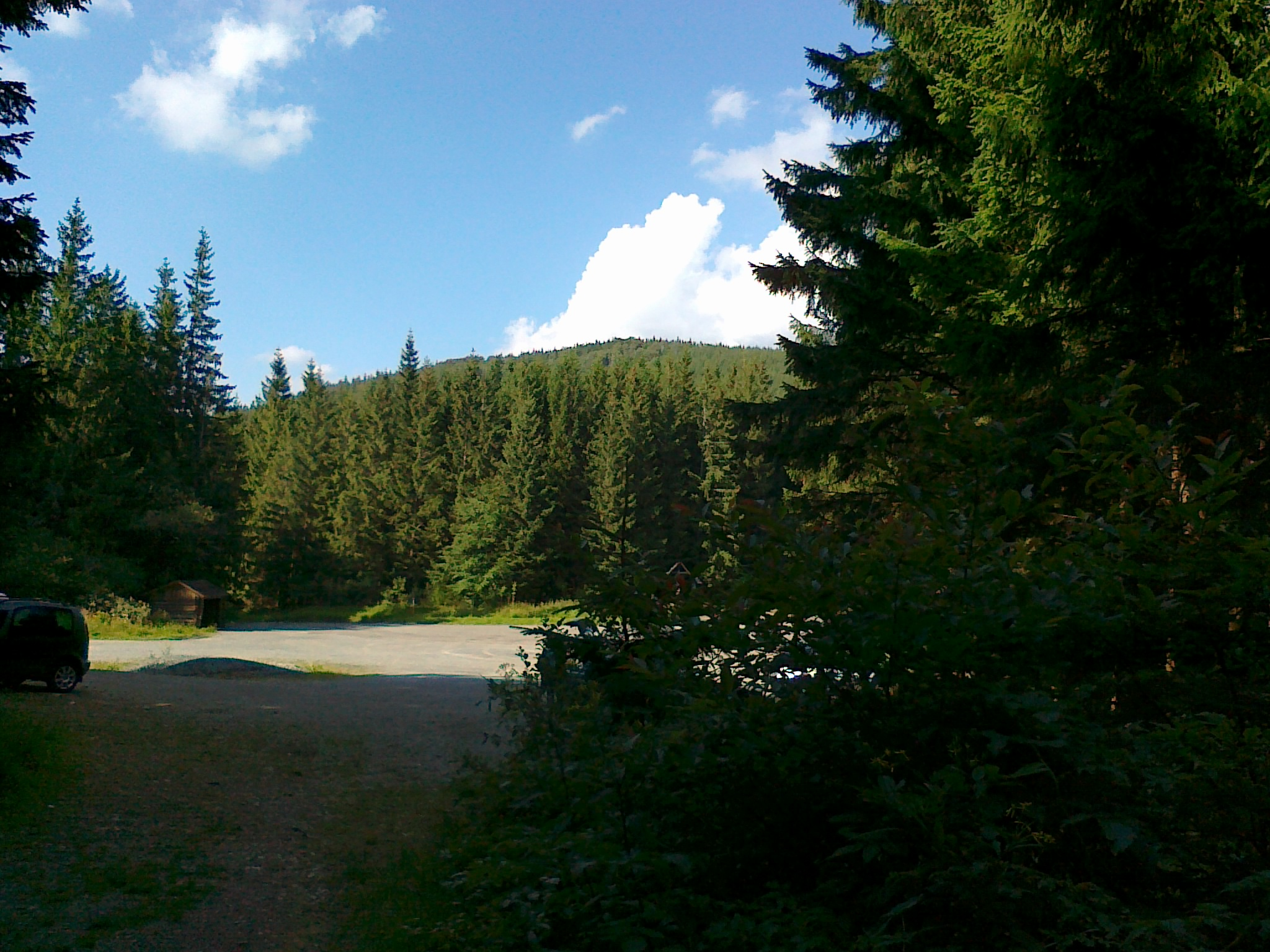
Widok z przełęczy Videlské sedlo na górę Osikový vrch (2016 rok)

Nazwa przełęczy bierze się ze znajdującej się w pobliżu osady Vidly, położonej około 2,1 km na południowy wschód od przełęczy. Druga współistniejąca przynależna jej nazwa to: (cz. Sedlo Videlský kříž), która to nazwa bierze się z położonego nieopodal drogi nr 450 żelaznego krzyża, przytwierdzonego do zadaszonego krzyża drewnianego. Przełęcz Videlské sedlo jest bardzo popularną i uczęszczaną przełęczą, położoną na granicy części (mikroregionów) Wysokiego Jesionika o nazwie Masyw Orlíka (cz. Medvědská hornatina) i Masywu Pradziada (cz. Pradědská hornatina). Na podstawie szczegółowej mapy Państwowego urzędu geodezyjnego o nazwie (cz. Český úřad zeměměřický a katastrální (CÚZK)) w Pradze punkt siodłowy przełęczy znajduje się na parkingu i blisko przebiegającej szosy nr 450 Bruntál – Bělá pod Pradědem, bardzo krętej, która w zimie na skutek zasypania śniegiem może być nieprzejezdna i ma wysokość 930 m n.p.m. oraz współrzędne geograficzne (50°06′52,8″N 17°14′38,4″E/50,114667 17,244000). Blisko tej drogi umieszczono punkt geodezyjny, oznaczony na mapach geodezyjnych numerem (206.), o wysokości 930,09 m n.p.m. oraz współrzędnych geograficznych (50°06′53,37″N 17°14′37,55″E/50,114825 17,243764), z widocznym koło niego zamontowanym, stalowym słupkiem ostrzegającym przed jego zniszczeniem z tabliczką, z napisem Státní triangulace Poškození se trestá. Na przełęczy przy przebiegającej drodze znajduje się niewielki parking oraz wiata turystyczna z przystankiem linii autobusowej z połączeniem do Jesionika (cz. Jeseník) i Ołomuńca (cz. Olomouc). Przełęcz ze wszystkich stron jest gęsto zalesiona borem świerkowym. Z uwagi na zalesienie jest ona ograniczonym punktem widokowym. Ponadto z przełęczy biorą swój początek trzy inne drogi (m.in. Miliónová cesta czy Silonova trasa) na których wytyczono szlaki rowerowe czy szlaki turystyczne. Na przełęczy znajduje się skrzyżowanie turystyczne o nazwie (cz. Videlský kříž (sedlo, bus)) z podaną na tablicy informacyjnej wysokością 930 m.

## Wody
Grzbiet główny (grzebień) góry Pradziad, biegnący od przełęczy Skřítek do przełęczy Červenohorské sedlo oraz dalej do przełęczy Ramzovskiej (cz. Ramzovské sedlo) jest częścią granicy Wielkiego Europejskiego Działu Wodnego, dzielącej zlewiska Morza Bałtyckiego i Morza Czarnego .
Przełęcz położona jest na północny wschód od tej granicy, należy więc do zlewni Morza Bałtyckiego, do którego płyną wody m.in. z dorzecza rzeki Odry, będącej przedłużeniem płynących z tej części Wysokiego Jesionika rzek czy górskich potoków (m.in. płynącej w pobliżu przełęczy rzeki Biała Głuchołaska (cz. Bělá) czy potoku o nazwie Česnekový potok (2)). Blisko przełęczy, ze stoku północno-zachodniego bierze swój początek wspomniana wcześniej rzeka Biała Głuchołaska.

## Ochrona przyrody
Cała przełęcz znajduje się w obrębie wydzielonego obszaru objętego ochroną o nazwie Obszar Chronionego Krajobrazu Jesioniki (cz. Chráněná krajinná oblast (CHKO) Jeseníky), a utworzonego w celu ochrony utworów skalnych, ziemnych i roślinnych oraz rzadkich gatunków zwierząt. Na przełęczy nie utworzono żadnych rezerwatów przyrody lub innych obiektów nazwanych pomnikami przyrody. Ponadto na jej obszarze nie wytyczono żadnych ścieżek dydaktycznych.

## Turystyka

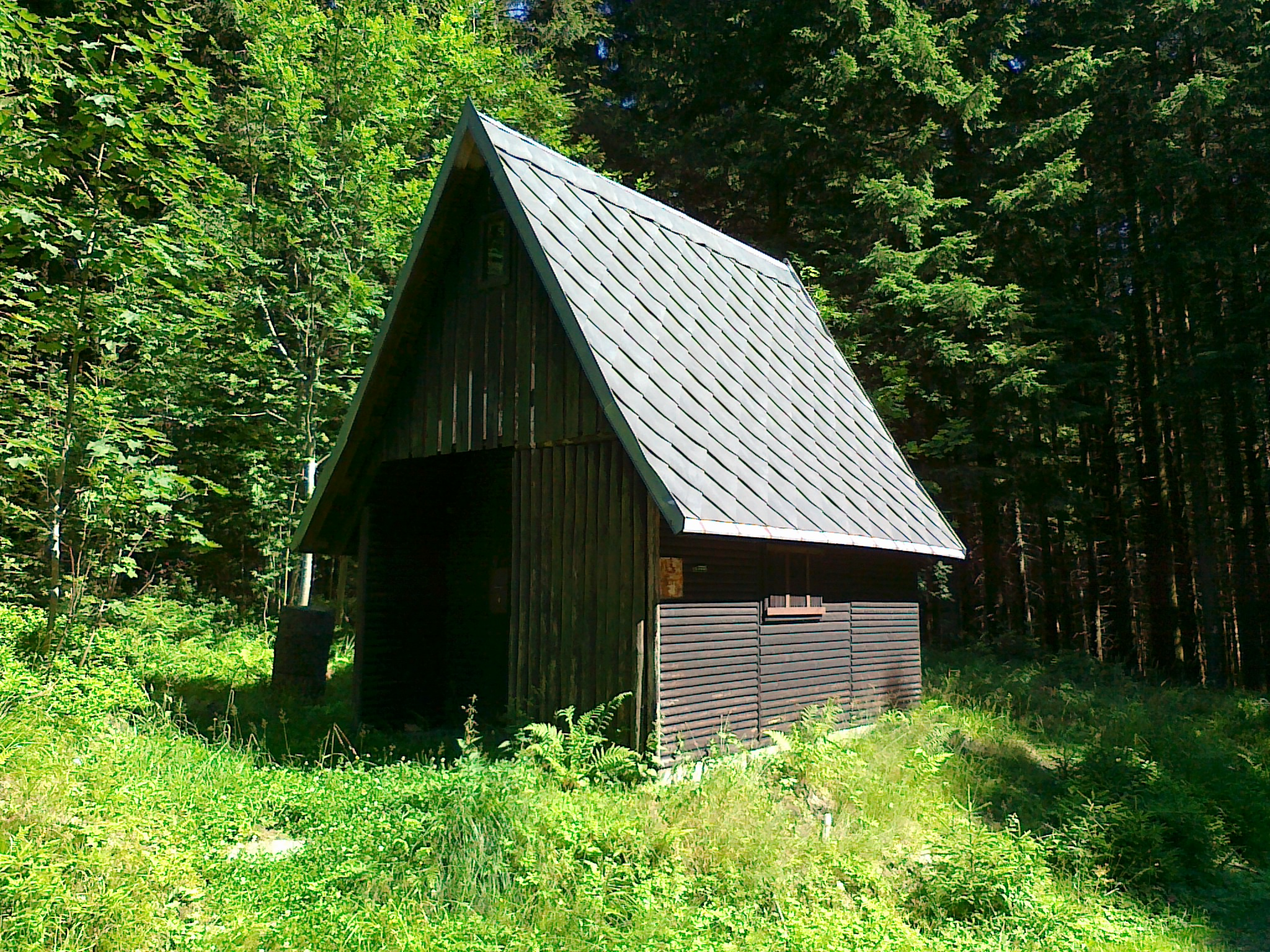
Chata Videlský kříž (2021 rok)

Przełęcz położona jest blisko osady Vidly ze znajdującym się w niej w odległości około 1,9 km na południowy wschód od przełęczy górskim hotelem Vidly oraz parkingu, skąd biegnie żółty szlak turystyczny  i blisko osady Bělá z położonym blisko drogi nr 450 schroniskiem turystycznym Chata Eduard. Ponadto przełęcz znajduje się w odległości około 2,5 km na północny wschód od najstarszego schroniska turystycznego w Wysokim Jesioniku o nazwie Švýcárna, położonego na stoku góry Malý Děd. Do bazy turystycznej w okolicy góry Pradziad jest od przełęczy około 3,5 km w kierunku południowo-zachodnim. Znajdują się tam następujące hotele górskie i schroniska turystyczne:
- na wieży Pradziad: hotel Praděd[17] oraz na stoku góry Pradziad hotel górski Kurzovní chata[18] i schronisko Barborka[19]
- na stoku góry Petrovy kameny hotele górskie: Ovčárna i Figura[20] oraz schronisko Sabinka[21]

Ponadto blisko przełęczy położona jest chata o nazwie (cz. Videlský kříž), ale nie ma ona charakteru typowego schroniska turystycznego, a którą zalicza się do tzw. chat łowieckich.

### Szlaki turystyczne
Klub Czeskich Turystów (cz. Klub Českých Turistů) wytyczył w obrębie przełęczy dwa szlaki turystyczne na trasach:
 Videlské sedlo – góra Malý Děd – schronisko Švýcárna
 Videlské sedlo – góra Osikový vrch – góra Lysý vrch – góra Ztracený vrch – góra Děrná – góra Jelení loučky – góra Ostruha–JV – góra Medvědí louka – przełęcz Kristovo loučení – szczyt Kazatelny – szczyt Kazatelny–SV – góra Přední Jestřábí–JZ – góra Přední Jestřábí – narodowy rezerwat przyrody Rejvíz – Rejvíz

### Szlaki rowerowe
Przez przełęcz wyznaczono dwa szlaki rowerowe na trasach:
 Vidly – Videlské sedlo – góra Osikový vrch – góra Lysý vrch – góra Ztracený vrch – góra Děrná – Ostruha–JV – góra Ostruha – przełęcz Kristovo loučení – przełęcz Prameny Opavice – góra Příčný vrch – góra Lysý vrch – Zlaté Hory
 Videlské sedlo – rezerwat przyrody Vysoký vodopád – góra Malý Děd – góra Velký Jezerník – góra Velký Klín – Jeřáb – góra Velký Klínovec – Červenohorské sedlo
| Podjazdy drogowe |                                     |            |            |                     |                      |                        |
| Lp.              | Trasa                               | Oznaczenie | Długość km | Różnica wysokości m | Średnie nachylenie % | Ilość pętlic drogowych |
| 1                | Vrbno pod Pradědem – Videlské sedlo | 451 450    | 11,0       | 379                 | 3,4                  | 2                      |
| 2                | Bělá pod Pradědem – Videlské sedlo  | 450        | 7,9        | 388                 | 4,9                  | 2                      |

### Trasy narciarskie
W obrębie przełęczy nie wytyczono żadnej trasy narciarstwa zjazdowego. W okresach ośnieżenia wzdłuż szlaków rowerowych przebiegają trasy narciarstwa biegowego.
 Videlské sedlo – rezerwat przyrody Vysoký vodopád – góra Malý Děd – góra Velký Jezerník – góra Velký Klín – Jeřáb – góra Velký Klínovec – Červenohorské sedlo